# Дометиан Видински
Дометиан Видински е висш български духовник, видински митрополит на Българската православна църква през периода 1987 – 2017 година.

## Биография
Роден е на 11 ноември 1932 година в пашмаклийското село Хасовица, България, със светско име Димитър Попвасилев Топузлиев. От есента на 1947 г. учи в Пловдивската духовна семинария. През 1950 година семинарията е обединена със Софийската и преместена край Черепишкия манастир. Завършва в 1952 година и в същата година започва да учи в Софийската духовна академия, която завършва през 1956 година.
Монашеско пострижение получава на 14 януари 1959 година в Мъглижкия манастир с името Дометиан от митрополит Климент Старозагорски под духовото старчество на архимандрит Панкратий. Ръкоположен е от митрополит Климент за йеродякон на 10 март 1959 година и е назначен за епархийски дякон, проповедник и певец при църквата „Въведение Богородично“ в Стара Загора. От септември 1959 до 1962 година учи в Московската духовна академия. На 18 юли 1962 година в академичния храм „Покров Богородичен“ с благословията на Светия синод на Българската православна църква е ръкоположен за йеромонах от патриарх Алексий I Московски в съслужение с патриарх Кирил Български.
След завръщането си от 1 януари 1963 до края на февруари 1967 година е протосингел на Великотърновската митрополия. Възведен в архимандритско достойнство на 4 декември 1963 година в катедралния храм „Рождество Богородично“ в Търново от митрополит Стефан.
От 10 март 1967 година е на научна специализация в Монашеския център в Тезе, Франция. През октомври същата година специализира и в Икуменическия институт при Световния съвет на църквите в Босе, Швейцария. От февруари до август 1968 г. специализира в Богословския факултет на Лозанския университет, а от август 1968 г. до август 1969 г. е на специализация в Лондон и Оксфорд и слуша лекции и в колежа Кадестън.
След завръщането си, архимандрит Дометиан от 1 септември 1969 до 1 ноември 1970 година е протосингел в Софийска митрополия. След това от 1 ноември 1970 до 1 март 1979 година е главен секретар на Светия синод.
На 12 януари 2012 година Комисията за разкриване на документите и за обявяване на принадлежност на български граждани към Държавна сигурност и разузнавателните служби на Българската народна армия обявява, че Дометиан на 15 август 1972 година става агент на Шесто управление на Държавна сигурност с псевдоним Добрев. От него има запазени собственоръчно написани агентурни сведения.
На 15 декември 1974 година в патриаршеската катедрала „Свети Александър Невски“ в София е ръкоположен за епископ с титлата знеполски.
От 1 март 1979 г. до март 1983 година епископ Дометиан Знеполски е управляващ Акронската епархия на Българската православна църква в САЩ.
След завръщането си в България, от 1 април 1983 г. до юли 1987 г. е викарий в Софийската митрополия.
На 26 юли 1987 г. е избран, а на 2 август канонично утвърден за видински митрополит.
Почива на 18 септември 2017 година.